# Scinax funereus
Scinax funereus é uma espécie de anfíbio da família Hylidae. Pode ser encontrada no Peru, Brasil e Equador.